# Campionati europei di maratona canoa/kayak 2016
I Campionati europei di maratona canoa/kayak 2016 sono stati la 13ª edizione della competizione continentale. Si sono svolti a Pontevedra, in Spagna. dal 30 giugno al 3 luglio 2016. 

## Medagliere
| Pos.   | Paese         | Oro | Argento | Bronzo | Totale |
| ------ | ------------- | --- | ------- | ------ | ------ |
| 1      | Spagna        | 3   | 3       | 1      | 7      |
| 2      | Ungheria      | 2   | 2       | 2      | 6      |
| 3      | Portogallo    | 1   | 0       | 1      | 2      |
| 4      | Germania      | 1   | 0       | 0      | 1      |
| 5      | Rep. Ceca     | 0   | 1       | 1      | 2      |
| 6      | Francia       | 0   | 1       | 0      | 1      |
| 7      | Gran Bretagna | 0   | 0       | 1      | 1      |
| 7      | Danimarca     | 0   | 0       | 1      | 1      |
| Totale | Totale        | 7   | 7       | 7      | 21     |

## Podi

### Uomini
| Evento    | Oro                                              | Perform. | Argento                                | Perform  | Bronzo                                                      | Perform. |
| Canoa C-1 | Manuel Antonio Campos                            | 2h08'33" | Márton Kövér                           | 2h08'34" | Nuno Barros                                                 | 2h10'24" |
| Canoa C-2 | Spagna José Manuel Sánchez Manuel Antonio Campos | 2h00'50" | Spagna Óscar Graña Ramón Ferro         | 2h01'22" | Ungheria Ádám Dócze Márton Kövér                            | 2h02'02" |
| Kayak K-1 | José Ramalho                                     | 2h08'31" | Emilio Merchán                         | 2h08'32" | Adrián Boros                                                | 2h08'33" |
| Kayak K-2 | Spagna Diego Piña Iván Alonso Lage               | 2h00'41" | Spagna Luís Amado Pérez Miguel Llorens | 2h00'54" | Danimarca Mads Brandt Pedersen Nicolai Due Gadegaard Mørcke | 2h01'26" |

### Donne
| Evento    | Oro                                 | Punti    | Argento                                 | Punti    | Bronzo                                   | Punti    |
| Canoa C-1 | Cathrin Duerr                       | 1h51'10" | Pauline Martin                          | 1h57'33" | Raquel Rodríguez                         | 1h59'29" |
| Kayak K-1 | Renata Csay                         | 2h03'00" | Vanda Kiszli                            | 2h03'39" | Anna Kožíšková                           | 2h05'11" |
| Kayak K-2 | Ungheria Renata Csay Alexandra Bara | 1h56'22" | Rep. Ceca Anna Kožíšková Lenka Hrochová | 1h59'45" | Gran Bretagna Lizzie Broughton Fay Lamph | 1h59'49" |